# Rheomys raptor
Rheomys raptor är en däggdjursart som beskrevs av Edward Alphonso Goldman 1912. Rheomys raptor ingår i släktet vattenmöss, och familjen hamsterartade gnagare. IUCN kategoriserar arten globalt som livskraftig. Inga underarter finns listade i Catalogue of Life.
Arten blir 9,2 till 13,3 cm lång (huvud och bål) och har en 8,8 till 11,9 cm lång svans. Bakfötterna är 2,4 till 2,9 cm långa och öronen är 0,8 till 1,1 cm stora. Viktuppgifter saknas. Ovansidan är främst täckt av mörka till svartaktiga hår med inblandade kanelbruna hår vad som ger ett spräckligt utseende. På undersidan förekommer silvergrå päls. När solskenet träffar pälsen är den iriserande. På svansen förekommer främst mörka hår och vid spetsen är svansen vit.
Denna gnagare förekommer främst i Costa Rica och i angränsande regioner av Panama. En avskild population finns i södra Panama. Arten vistas i bergstrakter mellan 1300 och 1600 meter över havet. Habitatet utgörs av bergsskogar.
Rheomys raptor lever vid snabbflyttande vattendrag med stenig undergrund. Den skapar underjordiska bon med ingången kort över vattenytan. Individerna kan vara aktiva på dagen eller på natten. De har bra simförmåga. Gnagaren äter vattenlevande ryggradslösa djur och deras larver. Rheomys raptor skapar klickljud när den slår med tungan mot gommen.